# Premosello-Chiovenda
Premosello-Chiovenda là một đô thị ở tỉnh Verbano-Cusio-Ossola trong vùng Piedmont, có cự ly khoảng 110 km về phía đông bắc của Torino và khoảng 15 km về phía tây bắc của Verbania. Tại thời điểm ngày 31 tháng 12 năm 2004, đô thị này có dân số 2.042 người và diện tích là 34,1 km².
Đô thị Premosello-Chiovenda có các frazioni (đơn vị cấp dưới, chủ yếu là các làng) Colloro và Cuzzago.
Premosello-Chiovenda giáp các đô thị: Anzola d'Ossola, Beura-Cardezza, Cossogno, Mergozzo, Ornavasso, Pieve Vergonte, San Bernardino Verbano, Trontano, Vogogna.